# Zekelita revolutalis
Zekelita revolutalis är en fjärilsart som beskrevs av Philipp Christoph Zeller 1852. Zekelita revolutalis ingår i släktet Zekelita och familjen nattflyn. Inga underarter finns listade i Catalogue of Life.